# Miami Heat
Die Miami Heat sind eine Basketballmannschaft der nordamerikanischen Profiliga National Basketball Association (NBA) aus Miami im Bundesstaat Florida. Sie wurden nach der Hitze benannt, da in der Region Südflorida das ganze Jahr über hohe Temperaturen vorherrschen. Die Teamfarben sind seit jeher Rot, Orange, Schwarz und Weiß.
Sie gehören gemeinsam mit den Atlanta Hawks, den Charlotte Hornets, den Orlando Magic und den Washington Wizards der Southeast Division innerhalb der Eastern Conference an. Von der Gründung im Jahr 1987 bzw. ihrer ersten Saison 1988/89 bis zum Umzug in die American Airlines Arena 2000 (heute: Kaseya Center) spielten sie in der Miami Arena ebenso in Downtown Miami. Der Besitzer des Teams ist Micky Arison, der seit 1995 die Geschicke der Franchise leitet. Der israelisch-US-amerikanische Geschäftsmann ist außerdem Vorstandsvorsitzender der Carnival Corporation, dem größten Kreuzfahrtunternehmen weltweit. Laut dem Forbes Magazine sind die Heat mit einem geschätzten Wert von 2,3 Milliarden US-Dollar das zwölft-wertvollste Franchise der NBA (Stand: 18. Oktober 2021).
Die Heat wurden 1988 gemeinsam mit den ursprünglichen Charlotte Hornets im Rahmen einer Erweiterung der Liga in die NBA aufgenommen. Nachdem sie 2006 gegen die Dallas Mavericks zum ersten Mal NBA-Champion wurden, erreichten sie von 2011 bis 2014 viermal in Folge die Finalserie und konnten dabei zwei weitere Titelgewinne feiern. Nach der Niederlage 2011 bei der Neuauflage gegen die „Mavs“ waren sie 2012 gegen die Oklahoma City Thunder und 2013 gegen die San Antonio Spurs erfolgreich, bevor sie 2014 im Rematch gegen die Spurs verloren. In den aufgrund der Coronavirus-Pandemie in der „NBA Bubble“ von Orlando ausgetragenen Playoffs 2020 kehrten die Heat in die Finals zurück, unterlagen dort aber den Los Angeles Lakers, ebenso wie 2023 den Denver Nuggets.

## Teamgeschichte

### Gründung und Start in der NBA (1987 bis 1990)
Nachdem zwischen 1968 und 1972 für kurze Zeit die Mannschaft der Miami Floridians aus der American Basketball Association (ABA) in Florida existierte, hatten zahlreiche Unternehmen Interesse daran, ein professionelles Basketballteam der National Basketball Association (NBA) in dem bis dahin franchiselosen US-Bundesstaat anzusiedeln. Letztendlich gestattete die „Miami Sports and Exhibition Authority“ einer Gruppe, die von Hall-of-Famer Billy Cunningham, Theaterproduzent Zev Bufman und dem ehemaligen Management-Mitglied der New Jersey Nets Lewis Schaffel angeführt wurde, ein Team in Miami zu gründen. Finanzielle Rückendeckung bekamen sie vom Gründer der Kreuzfahrtreederei Carnival Cruise Lines Ted Arison, der dadurch zum Hauptanteilseigner wurde. Zur Ermittlung des Namens für das neue Team wurde eine Umfrage durchgeführt, bei der sich der von Stephanie Freed vorschlagene Name „Miami Heat“ knapp gegen „Miami Vice“, dem Titel der zu dieser Zeit sehr populären TV-Serie, durchsetzte. Mit dem Namen entschieden, brauchte das neue Team immer noch ein Logo. Dieses wurde ebenfalls durch ein Fan-Votum entschieden, bei welchem mit 34 % das Logo von Mark Henderson und Richard Lyons gewann. Den zweiten und dritten Platz der Umfrage belegten beide Basketbälle welche Sonnenbrillen trugen. Das Logo ist – bis auf einige kleine Farbänderungen – das gleiche wie heute.
Am 22. April 1987 traten die Miami Heat gegen eine Aufnahmegebühr von 32,5 Millionen US-Dollar schließlich der NBA bei, nachdem das Expansionskomitee der Liga zunächst den neuen Franchises in Charlotte und Minneapolis zugestimmt hatte. Da es ursprünglich nur drei neue Teams geben sollte, musste die Entscheidung für den letzten freien Platz zwischen Miami und Orlando fallen. Aufgrund einer Pattsituation bei der Abstimmung wurde die NBA letztlich um vier Teams erweitert, wobei die Heat gemeinsam mit den Charlotte Hornets den Spielbetrieb zur Saison 1988/89 aufnahmen, während die Orlando Magic und die Minnesota Timberwolves erst ein Jahr später an den Start gingen.
Mit einem Kader, der hauptsächlich aus jungen Spielern bestand, verloren die Heat ihre ersten 17 Spiele. Dies war damals ein neuer NBA-Rekord, der in der Saison 1998/99 von den Los Angeles Clippers eingestellt wurde. Die Mannschaft beendete die Saison mit 15 Siegen und 67 Niederlagen.
Für die Saison 1989/90 wählten sie im Rahmen des NBA Drafts in der ersten Runde Glen Rice, der zuvor für die Basketballmannschaft der University of Michigan gespielt hatte. Die sportlichen Leistungen waren ähnlich wie im Vorjahr anzusiedeln und die reguläre Saison wurde mit einer Bilanz von 18 Siegen und 64 Niederlagen beendet. Mit Rony Seikaly stellten die Heat jedoch den Meistverbesserten Spieler der Saison. Die Heat konnten in dieser Saison nie mehr als zwei Spiele in Folge gewinnen. Die folgende Saison 1990/91 war von zwei Draftpicks gezeichnet, die den Erwartungen nicht gerecht wurden. Das sportliche Abschneiden mit 24 Siegen und 58 Niederlagen war weiterhin deutlich negativ geprägt.

### Die Loughery-Ära (1991 bis 1995)
Die Heat verpflichteten vor der Saison 1991/92 Kevin Loughery, der 29 Jahre lang sowohl als Spieler als auch als Trainer Erfahrung sammelte, als ihren neuen Cheftrainer. Im NBA Draft dieses Jahres verpflichteten die Heat Steve Smith, einen flinken und mobilen Guard. Mit 38 Siegen und 44 Niederlagen konnten sie sich erstmals für die NBA-Playoffs qualifizieren. In den Playoffs kam die Mannschaft nicht über die erste Runde hinaus, da sie in einer Best-of-Five-Serie in drei Spielen den Chicago Bulls unterlagen. Steve Smith wurde ins NBA All-Rookie Team gewählt, während sein Teamkamerad Glen Rice auf Platz zehn der besten Punktesammler dieser Saison landete.
In der folgenden Saison 1992/93 konnte das Team an diesen Erfolg nicht anschließen und startete die Saison verletzungsbedingt mit 27 Niederlagen in den ersten 40 Spielen. Nach der Rückkehr von Steve Smith verbesserten sich die Resultate, die Saison wurde mit einer Bilanz von 36 Siegen und 46 Niederlagen beendet, womit sie die NBA Playoffs knapp verpassten.
Mit weniger Verletzungspech starteten die Heat erfolgreicher in die Saison 1993/94 und sie schlossen diese erstmals mit einer positiven Quote ab: 42 Siege und 40 Niederlagen. Nachdem sie in den Playoffs zwei der ersten drei Spiele für sich entschieden, mussten sie sich jedoch in den letzten beiden Spielen dieser „Best-of-Five“-Serie den Atlanta Hawks geschlagen geben.
In der Saison 1994/95 wurde das Team neu aufgebaut. Steve Smith und weitere Spieler wurden abgegeben und ein Neuanfang geplant. Cheftrainer Kevin Loughery musste ebenfalls weichen und die Heat beendeten die Saison mit 32 Siegen und 50 Niederlagen.

### Die Mourning/Riley-Ära (1995 bis 2001)

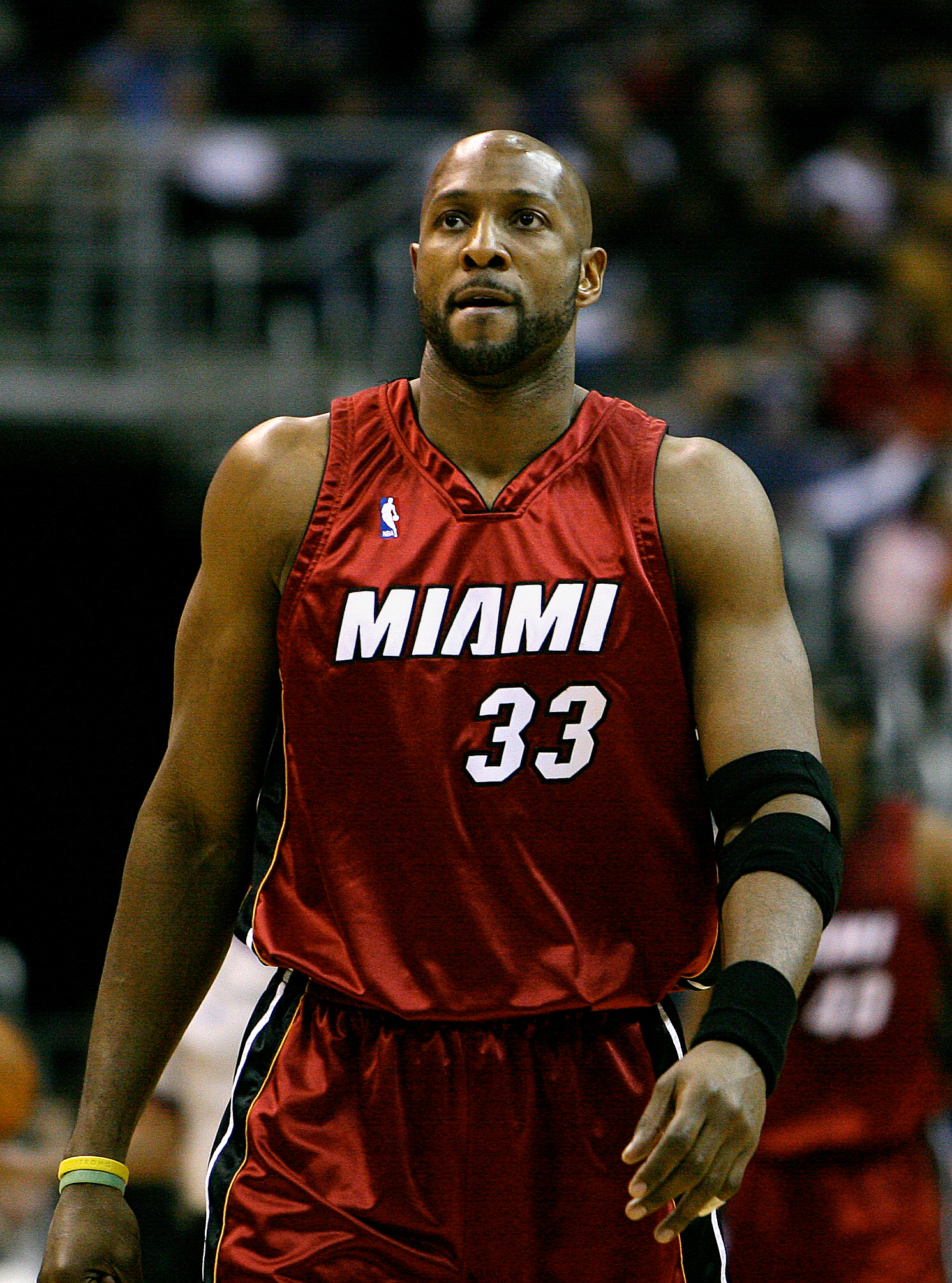
Hall of Famer Alonzo Mourning

Vor der Saison 1995/96 engagierten die Heat Pat Riley als neuen Team-Präsidenten und Headcoach. Pat Riley konnte zahlreiche Erfolge mit den Los Angeles Lakers in den 1980er und mit den New York Knicks in den 1990er-Jahren feiern. Am Abend, bevor die Saison 1995/96 begann, schickte Pat Riley Glen Rice und Matt Geiger zu den Hornets und erhielt dafür All-Star Center Alonzo Mourning zurück. Während der Saison verpflichtete er noch Spieler wie Tim Hardaway und Chris Gatling. Die reguläre Saison wurde erneut mit einer positiven Quote beendet. In der ersten Runde der NBA-Playoffs traf die Mannschaft auf die Chicago Bulls um Michael Jordan, die in dieser Saison einen NBA-Rekord mit 72 Siegen in 82 Spielen aufgestellt hatten. Die Bulls entschieden diese „Best-of-Five“-Serie mit drei Siegen in Folge für sich.
In der folgenden Saison konnten sich die Heat stark verbessern und blickten am Saisonende auf 61 Siege und 21 Niederlagen sowie ihren ersten Titel in der Atlantic Division zurück. Neuverpflichtungen wie Dan Majerle, P. J. Brown und Jamal Mashburn waren maßgeblich an dieser Verbesserung beteiligt. Dieses Jahr erreichten sie die Eastern-Conference-Finals, mussten sich dort jedoch erneut den Chicago Bulls geschlagen geben.
Ihr zehnjähriges Bestehen feierten die Heat in der Saison 1997/98 mit ihrem zweiten Atlantic-Division-Titel. In den NBA-Playoffs verloren sie in der ersten Runde gegen die New York Knicks, die sie im Vorjahr noch besiegt hatten.
In der Saison 1998/99 war der NBA-Lockout, der zur ersten verkürzten Saison führte, die die Heat mit einer Eastern Conference Bestleistung von 33 Siegen und 17 Niederlagen beendeten. Obwohl die Quote für sie sprach, unterlagen sie in den NBA-Playoffs erneut gegen die New York Knicks. Die Knicks schafften es in diesem Jahr in die NBA-Finals, verloren dort gegen die San Antonio Spurs. Dank ihrer Erfolge zogen die Miami Heat nach der Saison in die American Airlines Arena, die Platz für 20.500 Zuschauer bietet. In der folgenden Saison wurden die Heat in den NBA-Playoffs erneut von den New York Knicks in sieben Spielen bezwungen.
Im Sommer 2000 war es erneut Zeit für eine große Veränderung. Da die Miami Heat beim Versuch Tracy McGrady für sich zu sichern von den Orlando Magic überboten wurden, entschieden sich die Heat P. J. Brown und Jamal Mashburn für Eddie Jones, Anthony Mason und Ricky Davis zu tauschen. Ab diesem Zeitpunkt wurden die Heat als Favorit in der Eastern Conference gehandelt, nach seiner Rückkehr von den Olympischen Spielen 2000 verkündete Alonzo Mourning, dass die Heat die gesamte Saison aufgrund einer seltenen Nierenerkrankung auf ihn verzichten müssten.
13 Spiele vor Ende der Saison 2000/01 kehrte Mourning zu den Heat zurück, konnte jedoch nicht direkt an seine früheren Erfolge anschließen. Das Team musste sich in den NBA-Playoffs in der ersten Runde den Charlotte Hornets geschlagen geben.
Die zwei folgenden Saisons waren zwei der erfolglosesten in der Geschichte der Miami Heat. Pat Riley verpasste zum ersten Mal in seiner Karriere als Trainer die Playoffs und der Großteil des Kaders des Teams wurde aufgelöst. Für die Saison 2001/02 wurden viele frühere Stars unter Vertrag genommen, die nicht mehr an ihre früheren Leistungen anschließen konnten. In der Saison 2002/03 wurde damit begonnen, das Team ganz neu aufzubauen. Die Heat konnten sich im NBA-Draft in der ersten Runde die Rechte an Caron Butler sichern.

### Verpflichtung von Dwyane Wade (2003 bis 2004)
Alonzo Mournings Vertrag lief nach der Saison 2002/03 aus und verschaffte den Heat ausreichend finanziellen Spielraum, um das Team weiter zu verbessern. Diesen neuen Spielraum nutzten sie, um Lamar Odom und Rafer Alston unter Vertrag zu nehmen. Im NBA-Draft sicherten sie sich mit dem fünften Pick die Rechte an Dwyane Wade, der zuvor für das Team der Marquette University gespielt hatte. Zudem nahmen die Heat Udonis Haslem unter Vertrag und bildeten mit Odom, Alston, Haslem, Wade, Grant, Jones, Allen und Caron Butler sowie Rasual Butler eines der Überraschungsteams des Jahres.
Kurz bevor die Saison 2003/04 begann, trat Pat Riley als Cheftrainer zurück, um sich auf seine Rolle als Team-Präsident konzentrieren zu können und eröffnete damit Stan Van Gundy die Chance, sich als Headcoach zu beweisen. Das energische und athletische Team rund um Dwyane Wade, der in diesem Jahr zahlreiche NBA-Rookie-Rekorde brach, schaffte es in die NBA-Playoffs. Wade konnte noch mehr Aufmerksamkeit auf sich ziehen, als er sein Team siegreich gegen die Charlotte Hornets durch die erste Runde der NBA-Playoffs führte. Im Eastern Conference-Halbfinale verlor die Mannschaft jedoch gegen die Indiana Pacers.

### Die Wade/O’Neal-Ära (2004 bis 2008)

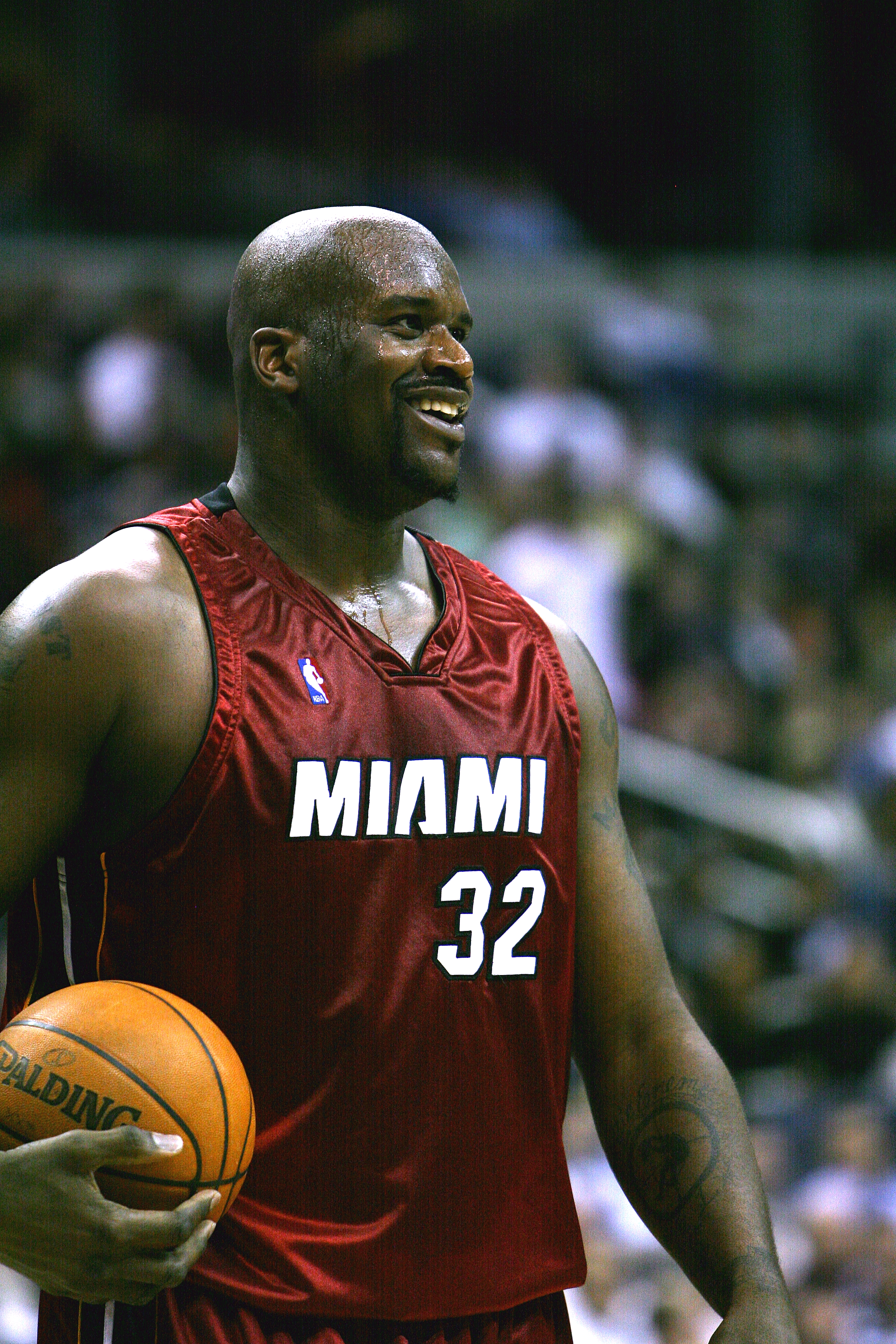
Shaquille O’Neal gewann mit den Heat 2006 die NBA-Meisterschaft

Nach der erfolgreichen vorhergehenden Saison wuchs der Glaube an einen NBA-Titel in Miami erneut. Sie verstärkten sich am 14. Juli 2004 mit dem NBA-Superstar Shaquille O’Neal in einem Trade mit den Los Angeles Lakers, in dem Miami sich von Lamar Odom, Caron Butler sowie Brian Grant trennte. Dwyane Wade und sein neuer Superstar-Teamkamerad arbeiteten von Beginn an sehr gut zusammen und sicherten sich gemeinsam einen Platz an der Spitze der NBA mit über 20 Punkten pro Spiel. Sie konnten die Miami Heat mit 59 Siegen in 82 Spielen zu ihrer bis dahin zweitbesten NBA-Saison führen. In den NBA-Playoffs der Saison 2004/05 besiegten sie die New Jersey Nets sowie die Washington Wizards ohne Niederlage. Ihre ersten Niederlagen mussten sie im Eastern Conference-Finale gegen die Detroit Pistons einstecken. Nach fünf Spielen führten die Heat mit 3:2 Spielen, aufgrund einer Verletzung mussten sie im sechsten Spiel auf Dwyane Wade verzichten und verloren dieses Spiel. Im siebten und entscheidenden Spiel war Wade mit 20 Punkten wieder mit von der Partie, es reichte jedoch nicht für den Sieg und die Detroit Pistons zogen in die NBA-Finals ein.

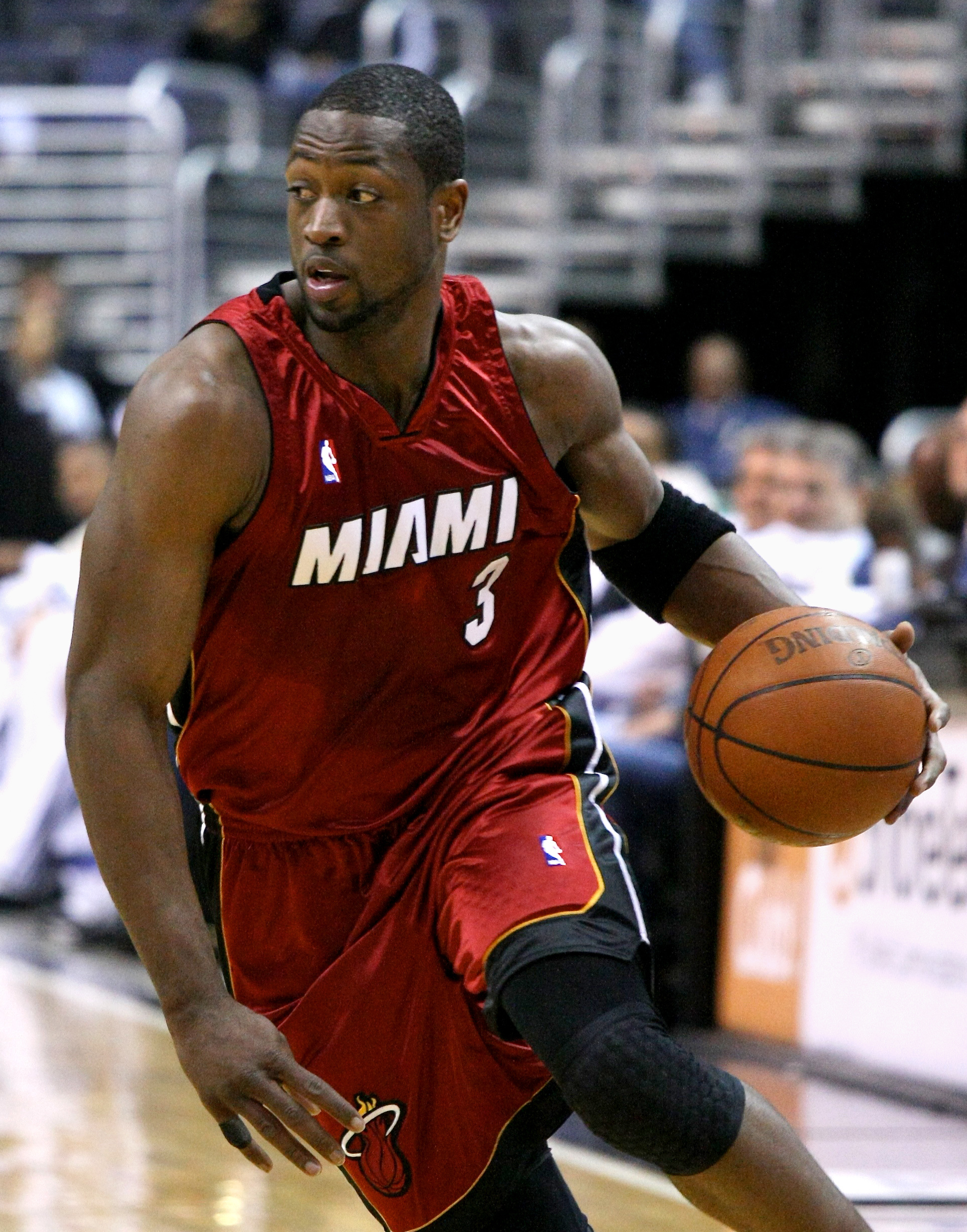
Dwyane Wade, Spieler der Heat von 2003–2016

Die drastischen Änderungen bei den Miami Heat sollten aber auch nach der Saison nicht abreißen. Im größten Trade der NBA-Geschichte, der fünf Teams und 13 Spieler umfasste, verstärkten sich die Heat mit NBA All-Star Antoine Walker, Jason Williams und James Posey. Später nahmen sie noch Gary Payton und Jason Kapono unter Vertrag. Am 12. Dezember 2005 gab Pat Riley bekannt, dass er ab diesem Zeitpunkt erneut als Headcoach der Heat fungieren werde. Im Februar und März der Saison 2005/06 konnten die „neuen“ Heat nach anfänglichen Schwierigkeiten 15 von 16 Spielen gewinnen. Dwyane Wade und Shaquille O’Neal führten das Team an und führten es zu 52 Siegen in 82 Spielen. In den NBA-Playoffs schlugen sie die Chicago Bulls in der ersten und die New Jersey Nets in der zweiten Runde. In den Eastern Conference Finals standen sie wie im Vorjahr den Detroit Pistons gegenüber, diesmal gingen die Heat nach sechs Spielen als Sieger vom Platz und zogen in die NBA-Finals ein, wo die Dallas Mavericks rund um Dirk Nowitzki auf sie warteten. Miami verlor die ersten beiden Spiele in Dallas, als sie auch im dritten Spiel zurücklagen, führte Dwyane Wade sein Team zu einem Comeback-Sieg. Spiel vier ging ebenfalls an die Heat und im fünften Spiel konnten sie sich in der Verlängerung ebenfalls den Sieg sichern. Im sechsten Spiel in Dallas konnte Dirk Nowitzki die vierte Niederlage seiner Mavericks in Folge nicht abwenden und die Heat gewannen ihren ersten NBA-Titel. Dwyane Wade wurde zum Most Valuable Player der NBA-Finals gekürt.
Die Miami Heat starteten mehr schlecht als recht in die Saison 2006/07 mit einer 42-Punkte-Niederlage gegen die Chicago Bulls, die höchste Niederlage, welche die Heat jemals hinnehmen mussten. Die erste Saisonhälfte war von Pech geprägt. Teampräsident und Headcoach Pat Riley zog sich aus diversen Gründen für eine unbestimmte Zeit zurück, Shaquille O’Neal hatte mit einer Knieverletzung zu kämpfen und Dwyane Wade mit einer Verletzung seines Handgelenks. In der zweiten Hälfte der Saison kehrte Riley zurück, O’Neal konnte ebenfalls wieder spielen und Shooting Guard Eddie Jones wurde unter Vertrag genommen, der kurz zuvor von den Memphis Grizzlies entlassen worden war. Die Freude währte jedoch nur kurz, da Dwyane Wade sich am 21. Februar 2007 in einem Spiel gegen die Houston Rockets die linke Schulter auskugelte und in einem Rollstuhl aus der Halle gebracht werden musste. Um rechtzeitig für die NBA-Playoffs zurückkehren zu können, entschied sich Wade für eine Verletzungspause und gegen eine Operation. Viele Reporter sagten voraus, dass die Miami Heat die Playoffs aufgrund von Wades Verletzung verpassen würden, er kehrte am 9. April 2007 zu seinem Team zurück und brachte ihm elf Siege in seinen ersten 14 Spielen. Es war nicht sein alleiniges Verdienst, Shaquille O’Neal war in der bis dahin besten Form seit seinem Wechsel nach Miami und trug das Team vor allem in der Offense auf seinen Schultern. Die Heat beendeten die Saison mit 44 Siegen und 38 Niederlagen. Die Saison nahm in den NBA-Playoffs jedoch ein unrühmliches Ende, als die Heat sich in der ersten Runde in vier Spielen den Chicago Bulls geschlagen geben mussten. Damit wurden die Heat die ersten NBA-Titelverteidiger seit 1957, die in den auf den Titelgewinn folgenden Playoffs durch einen Sweep eliminiert wurden.

### Tiefpunkt (2007 bis 2008)
Die Miami Heat wollten die vorhergehende Saison hinter sich lassen. Vor Saisonbeginn verließ sie Jason Kapono, der zu den Toronto Raptors ging, als auch James Posey, der von den Boston Celtics verpflichtet wurde. In einem fünf Spieler umfassenden Trade holten sich die Heat Ricky Davis zurück, der jedoch nicht mehr ganz an seine vielversprechenden Jahre in Miami anschließen konnte.
Am 19. Dezember 2007 zog sich Alonzo Mourning in einem Spiel gegen die Atlanta Hawks bei einem Fastbreak eine schwere Knieverletzung zu und musste den Rest der Saison aussetzen. Am 6. Februar 2008 entschieden sich die Heat Shaquille O’Neal für Shawn Marion und Marcus Banks an die Phoenix Suns weiterzugeben und damit die „Wade-O'Neal“-Ära zu beenden. Am 10. März 2008 wurde außerdem verkündet, dass Dwyane Wade den Rest der Saison aufgrund von Knie- und Schulterverletzungen aussetzen müsste. Am 28. April 2008 trat Pat Riley als Headcoach zurück, blieb jedoch in der Rolle des Teampräsidenten aktiv. Neuer Headcoach wurde Langzeit-Assistent Erik Spoelstra, der mit seinen damals 37 Jahren der jüngste Headcoach in der Geschichte der National Basketball Association wurde. Riley beendete seine Karriere als Headcoach mit 1.210 Siegen. Die Saison 2007/08 endete mit 15 Siegen und 67 Niederlagen, der bisher schlechtesten Saisonbilanz in der Geschichte der Miami Heat.

### Wiederaufbau (2008 bis 2010)

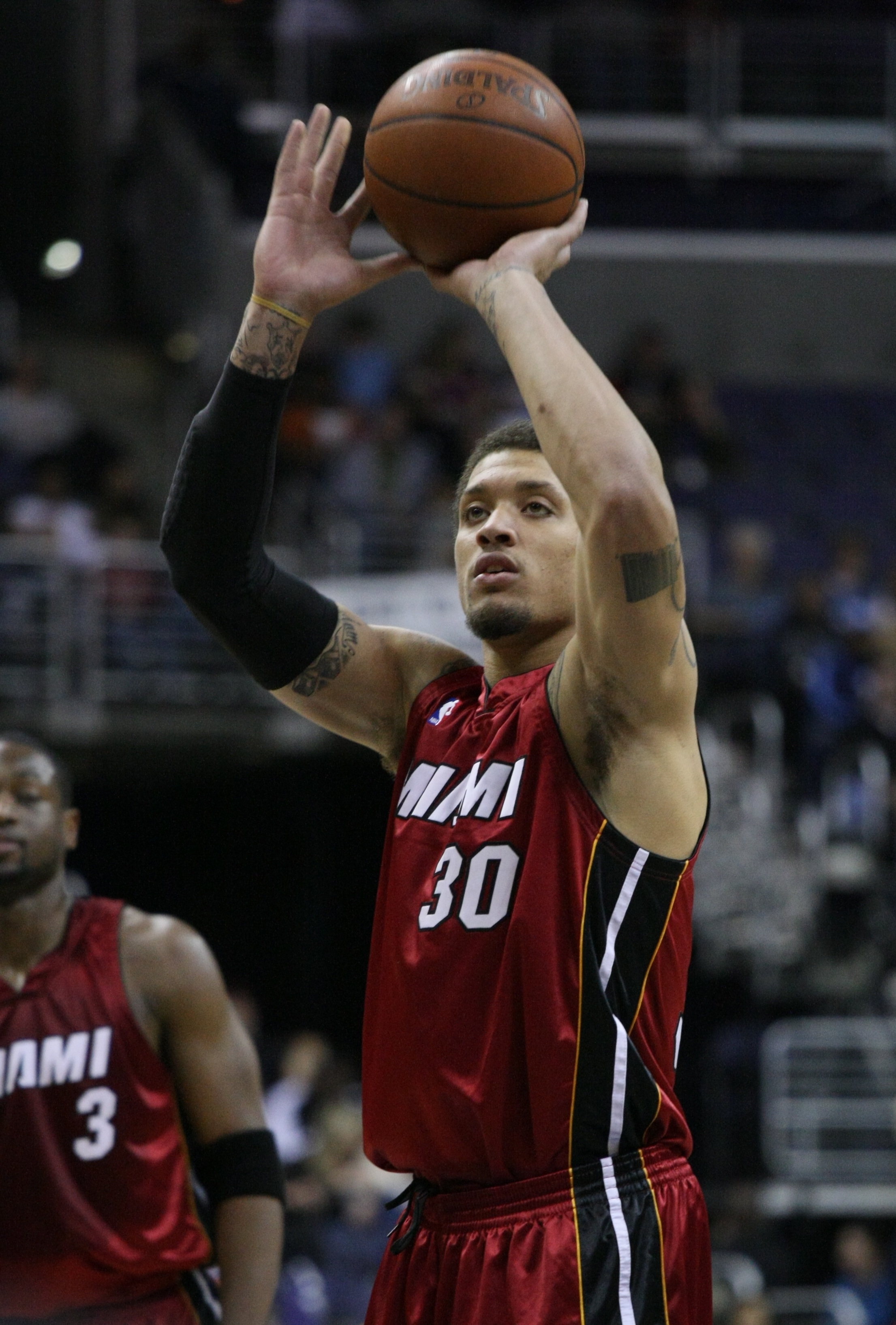
Der zweite Pick des NBA-Drafts 2008, Michael Beasley

Aufgrund ihrer schlechten Leistung in der vorhergehenden Saison hatten die Heat den zweiten Pick im NBA-Draft 2008. Als Top 3-Spieler in diesem Draft wurden Forward Michael Beasley, Point Guard Derrick Rose und Shooting Guard O. J. Mayo gehandelt. Die Chicago Bulls, die den ersten Pick des Draft hatten, entschieden sich wie erwartet für Derrick Rose und die Heat entschieden sich daraufhin für Michael Beasley. Mit einem Trade sicherten sie sich in diesem Draft zusätzlich noch die Rechte an Mario Chalmers. Mit Verpflichtungen von James Jones, Jamaal Magloire und Yakhouba Diawara verstärkten die Miami Heat sich noch zusätzlich. Am 29. September 2008 wurde Pat Riley zum General Manager der Heat ernannt. Während der Saison, am 13. Februar 2009, schickte Miami Shawn Marion und Marcus Banks für Jermaine O’Neal und Jamario Moon zu den Toronto Raptors. Dwyane Wade führte in dieser Saison die Liga mit 30,2 Punkten pro Spiel an und führte sein Team zu 43 Siegen in 82 Spielen. In den NBA-Playoffs verlor die Mannschaft in der ersten Runde in sieben Spielen gegen die Atlanta Hawks.
In der Saison 2009/10 sicherten sich die Heat sieben Siege in ihren ersten acht Spielen, danach wurden sie nachlässiger und hatten eine Quote von 35 Siegen und 34 Niederlagen nach 69 Spielen. Sie konnten die Saison ähnlich stark beenden, wie sie sie eröffnet hatten: zwölf Siege in den letzten 13 Spielen. Mit insgesamt 47 Siegen in den 82 Spielen erreichten sie erneut die Playoffs, in denen sie in der ersten Runde in fünf Spielen von den Boston Celtics geschlagen wurden.

### Verpflichtung von LeBron James und Titelgewinne (2010 bis 2014)
Mit fast 45 Millionen US-Dollar an Gehaltsspielraum hatten die Miami Heat die Chance, gleich mehrere NBA-Superstars unter Vertrag zu nehmen. Sie verlängerten den Vertrag von Dwyane Wade am 7. Juli 2010, nahmen Chris Bosh am selben Tag unter Vertrag und bekamen eine Zustimmung von LeBron James am 8. Juli 2010. Später am selben Tag wurde Michael Beasley, der bisher unter den Erwartungen der Heat an ihn blieb, für einen Zweitrunden-Pick und zusätzliches Geld zu den Minnesota Timberwolves getradet. Dwyane Wade wurde für 107,59 Millionen US-Dollar für sechs Jahre verpflichtet, während LeBron James und Chris Bosh beide für je 110,1 Millionen US-Dollar ebenfalls für je sechs Jahre verpflichtet wurden. Die drei NBA-Superstars gaben ihr gemeinsames Debüt am 9. Juli 2010 bei der „2010 Summer Heat Welcome Party“ in der American Airlines Arena. Dabei wurden sie als die Three Kings vorgestellt.

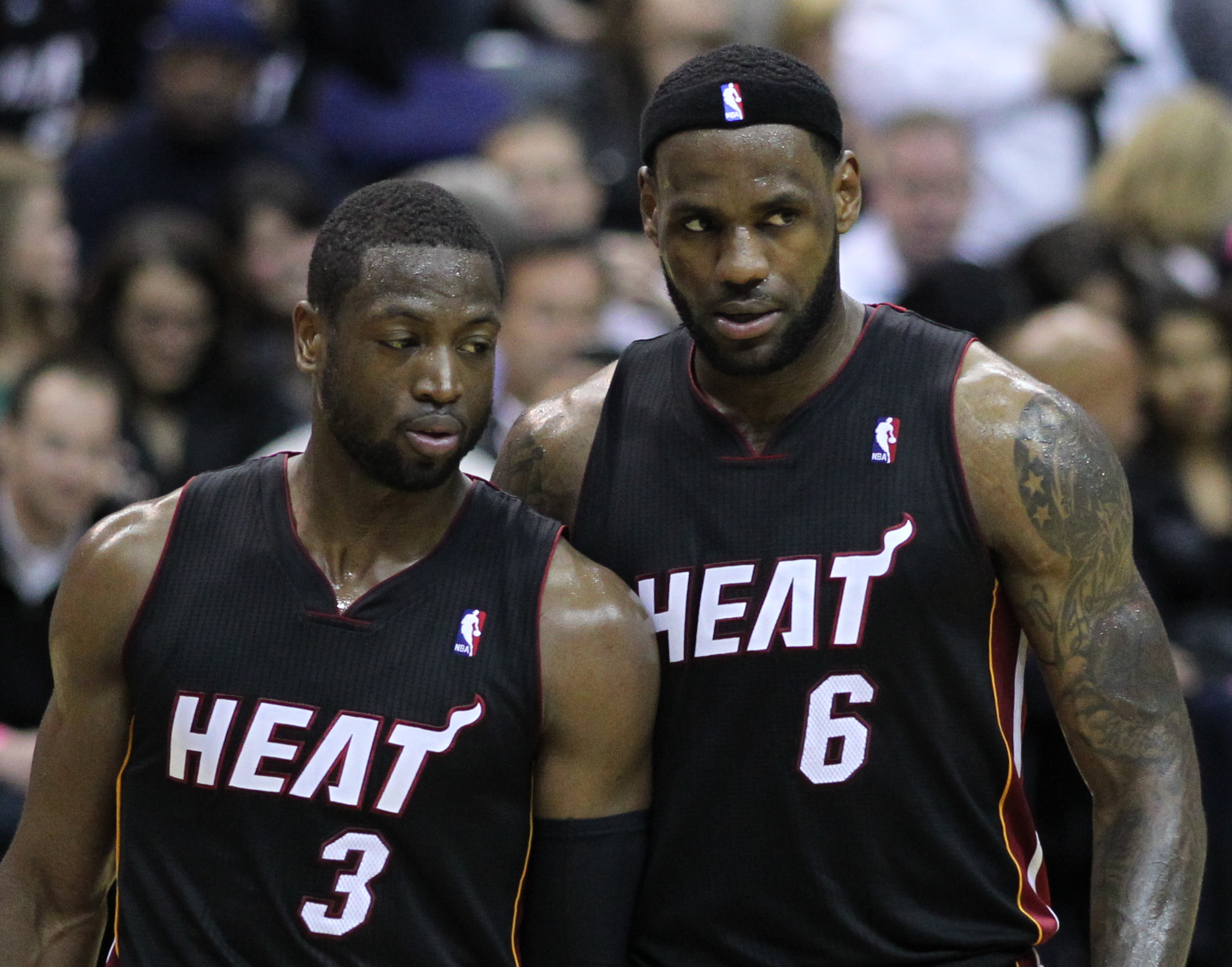
LeBron James und Dwyane Wade

Durch ihre Entscheidung für weniger Geld als die erlaubten maximalen Gehälter zu spielen, hatten die drei Superstars dem Management der Heat erlaubt, das Team weiter zu verbessern. Udonis Haslems Vertrag konnte ebenfalls verlängert werden und sie konnten sich zusätzlich noch mit Mike Miller, einem der besten Dreierschützen der Liga, verstärken. Kurz darauf wurde ein früherer Mitspieler von LeBron James aus seiner Zeit bei den Cleveland Cavaliers, Žydrūnas Ilgauskas, ebenfalls unter Vertrag genommen. Der Backcourt wurde mit Carlos Arroyo und Eddie House ebenfalls aufgebessert.
Die Saison 2010/11 startete jedoch nicht so erfolgreich wie von vielen erwartet. Die Miami Heat konnten nur neun von ihren ersten 17 Spielen für sich entscheiden und blieben unter den hohen Erwartungen. Das Blatt wendete sich jedoch im Dezember, in dem sie 15 Siege für sich verbuchten. In den Best of Seven Eastern Conference Finalspielen gegen die Chicago Bulls gewannen die Heat mit 4:1 und zogen in die NBA Finals 2011 ein, wo sie gegen die Dallas Mavericks und den herausragenden Dirk Nowitzki mit 2:4 verloren.
Die Saison 2011/12 beendeten die Heat mit 46 gewonnenen aus 66 Spielen. In den Playoffs schlugen sie in der ersten Runde die New York Knicks mit 4:1 in der Serie und trafen daraufhin in der zweiten Runde auf die Indiana Pacers, die sie in sechs Spielen besiegen konnten. Im sechsten und letzten Spiel der Serie konnte Dwyane Wade 41 Punkte erzielen, was den Höchstwert dieser Serie darstellt. Die Heat trafen daraufhin in den Eastern Conference Finals auf die Boston Celtics, gegen die sie das erste Spiel mit 93:79 gewinnen konnten. Auch das zweite Spiel konnten sie trotz eines zeitweiligen Rückstands von 15 Punkten und dem persönlichen Rekord von Rajon Rondo mit 44 Punkten für sich entscheiden. In den NBA Finals 2012 konnten die Heat den zweiten Titel ihrer Teamgeschichte feiern, indem sie die Oklahoma City Thunder mit 4:1 bezwangen.
Am 11. Juli 2012 gaben die Heat die Neuverpflichtung von Ray Allen über drei Jahre bekannt. Der Shooting Guard hatte zuvor für die Boston Celtics gespielt und galt als bester Dreierschütze aller Zeiten. Ebenfalls zur Saison 2012/13 wurde Rashard Lewis für zwei Jahre geholt. Mit dem 27. Sieg in Serie stellte Miami am 25. März 2013 einen neuen Franchise-Rekord auf. Die Siegesserie endete zwei Tage später mit einer Niederlage bei den Chicago Bulls. Wie bereits in den beiden Jahren zuvor konnten sich die Heat 2013 den Sieg in der Southeast Division sichern. Nach dem erneuten Gewinn der Eastern Conference konnten die Miami Heat durch einen 4:3-Sieg in den NBA Finals 2013 über die San Antonio Spurs den zweiten Meistertitel hintereinander und den dritten in der Franchise-Geschichte erringen. LeBron James wurde wie im zurückliegenden Jahr zum MVP der regulären Saison sowie der Final-Serie gewählt. In der Saison 2013/14 erreichten die Heat wie im Vorjahr das NBA-Finale um wie in der vorherigen Saison wieder auf die San Antonio Spurs zu treffen. Die Heat unterlagen in der Finalserie mit 1:4. Zusätzlich stiegen die Leistungsträger LeBron James, Chris Bosh und Dwyane Wade aus ihren Verträgen aus.

### Übergangsphase mit Bosh und Wade (2014 bis 2016)
Am 10. Juli gab LeBron James seine Rückkehr zu den Cleveland Cavaliers bekannt. Bosh und Wade verlängerten dagegen ihre Verträge. Als Ersatz für James wurde der ehemalige All-Star Luol Deng verpflichtet.
Im Februar 2015 konnten die Heat in einem Trade mit den Phoenix Suns und den New Orleans Pelicans den mit dem NBA Most Improved Player Award ausgezeichneten Point Guard Goran Dragic verpflichten. Dennoch kam man im Conferenceranking zur Saison 2014/15 nicht über einen zehnten Rang hinaus. Unter anderem fiel Bosh mehrere Spieler aufgrund eines Blutgerinnsels aus. Somit verpassten die Heat den Einzug in die Playoffs. Auf der anderen Seite konnte sich Hassan Whiteside zu einem wertvollen Spieler entwickeln.
Ein Jahr später jedoch nahm man wieder an den Playoffs teil, nachdem die Heat die Saison in der Eastern Conference, trotz des erneuten Ausfalls von Allstar Chris Bosh, als Drittplatzierter beenden konnte. Vor allem die Rookies Justise Winslow und Josh Richardson überzeugten bei den Heat. In den Playoffs konnten die Heat sich in der ersten Runde mit 4:3 gegen die Charlotte Hornets durchsetzen. In der zweiten Runde unterlagen die Heat jedoch den Toronto Raptors mit 3:4.

### Mittelmaß unter Goran Dragić und Hassan Whiteside (2016 bis 2019)
Mit dem Wechsel von Franchise-Player Dwyane Wade in seine Heimatstadt zu den Chicago Bulls sowie dem schleichenden Karriereende von Chris Bosh war die erfolgreiche „Big-Three-Ära“ im Sommer 2016 endgültig beendet. Immerhin gelang es den Vertrag mit dem begehrten Center Hassan Whiteside zu verlängern, dennoch musste man sich am South Beach nun Gedanken über einen Rebuild machen. Dass sich das Team im Umbruch befand, spiegelte auch der desaströse 11-30-Start in die Saison 2016/17 wider, bevor man in der zweiten Saisonhälfte eine grandiose Aufholjagd startete und mit 30-11-Siegen schließlich noch eine ausgeglichene 41-41-Bilanz und den dritten Platz in der Southeast Division erreichte. In der darauffolgenden Saison 2017/18 stand am Ende eine solide 44-38-Bilanz zu Buche, womit die Heat als nur sechstbestes Team in der Eastern Conference abermals die Southeast Division gewinnen konnten. Obwohl man zur Trade Deadline Heat-Ikone Dwyane Wade von den Cleveland Cavaliers zurück nach Miami geholt hatte, stand die Mannschaft in der ersten Runde der Playoffs gegen die jungen, aufstrebenden Philadelphia 76ers deutlich auf verlorenem Posten und schied nach fünf Begegnungen aus.
Die Saison 2018/19 wird für immer in Erinnerung bleiben als Wades „One Last Dance“. Nach insgesamt 16 Jahren in der NBA verabschiedete sich der wohl beste Heat-Spieler aller Zeiten mit 30 Punkten in seinem letzten Heimspiel gegen die Philadelphia 76ers von seinen Fans in Miami. Zusammen mit Dirk Nowitzki, seinem großen Widersacher aus den Finalserien 2006 und 2011 gegen die Dallas Mavericks, der nach 21 Jahren ebenfalls seine letzte Saison spielte, wurde er auch noch einmal zum NBA All-Star Game eingeladen. Abseits des Abschiedsrummels konnte die junge Truppe aber nicht wirklich überzeugen und landete als Dritter der Southeast Division mit 39 Siegen und 43 Niederlagen außerhalb der Playoff-Ränge.

### Ankunft von Jimmy Butler und Rückkehr ins Finale (seit 2019)
Zur Saison 2019/20 nahmen die Heat den mehrfachen All-Star-Forward Jimmy Butler unter Vertrag, um wieder höhere Ziele anzugreifen. Auch die beiden Neuprofis auf der Guard-Position Kendrick Nunn und Tyler Herro erwiesen sich direkt als Verstärkungen und wurden am Ende der Spielzeit in die NBA All-Rookie Teams gewählt. Kurz bevor die Saison am 11. März 2020 aufgrund der weltweiten Coronavirus-Pandemie bis auf weiteres unterbrochen wurde, sicherten sich die Heat nicht nur erneut den Titel in der Southeast Division, sondern auch die Dienste des erfahrenen Forwards Andre Iguodala, der in den vergangenen fünf Spielzeiten mit den Golden State Warriors jeweils in den NBA Finals gestanden hatte. Als Edelreservist verhalf der Defensivspezialist dem Team nach der Wiederaufnahme des Spielbetriebs am 30. Juli 2020 in der „NBA Bubble“ von Orlando zu einer Abschlussbilanz von 44 Siegen und 29 Niederlagen sowie zu einem 4-0-„Sweep“ gegen die Indiana Pacers in der ersten Playoff-Runde. Anschließend setzte man sich äußerst überraschend und deutlich mit 4-1-Siegen gegen die topgesetzten Milwauckee Bucks um MVP Giannis Antetokounmpo durch. Nachdem auch die Boston Celtics im Finale der Eastern Conference in sechs Spielen besiegt wurden, stand Miami erstmals seit 2014 wieder im NBA-Finale, wo die vom früheren Heat-Star LeBron James angeführten Los Angeles Lakers auf sie warteten. Mit dem 16-fachen NBA-Champion aus L.A. und den Heat standen in den NBA Finals 2020 zum ersten Mal zwei Mannschaften, die im Jahr zuvor noch die Playoffs verpasst hatten. Alle sechs Spiele der Finalserie wurden in der AdventHealth Arena im ESPN Wide World of Sports Complex im Walt Disney World Resort ausgetragen. Miami konnte zwei Partien für sich entscheiden, musste den Lakers mit Superstar Anthony Davis und Finals-MVP James am Ende aber zum verdienten Titelgewinn gratulieren.
Auch die folgende Saison 2020/21 stand noch deutlich unter dem Einfluss der anhaltenden „Corona-Krise“. Aufgrund der Verzögerung der historisch kurzen Vorsaison (lediglich 72 Tage) begann die Spielzeit erst am 22. Dezember 2020 und wurde um 10 Partien auf 72 Saisonspiele verkürzt. Die Heat qualifizierten sich trotz konstanten Verletzungsproblemen mit einer 40-32-Bilanz als Sechster der Eastern Conference zum zweiten Mal in Folge für die Playoffs, waren dort aber beim 0-4-„Sweep“ gegen den späteren NBA-Champion Milwaukee Bucks ohne jede Chance.
In der Off-Season nahmen die Heat P.J. Tucker unter Vertrag und schlossen einen Transfer mit den Toronto Raptors ab, in welchem sie Kyle Lowry erhielten. In der darauf folgenden Saison 2021/22 endeten die Heat die Hauptrunde mit 53 Siegen und lediglich 29 Niederlagen, womit sie zum ersten Mal seit 2013 den ersten Platz im Osten belegten.
In den Playoffs besiegten sie die Atlanta Hawks 4:1 in der ersten Runde und die Philadelphia 76ers 4:2 in der zweiten Runde, jedoch unterlagen sie den Boston Celtics, welche seit Beginn des Kalenderjahres das beste Team der Liga waren, im Halbfinale 4:3, nachdem Jimmy Butler einen Dreipunktversuch, welcher sie mit 11 Sekunden verbleibend in Spiel 7 in Führung gebracht hätte, verwarf.
Die darauffolgende reguläre Saison verlief mit einer Bilanz von 44:38, womit sie sich einen Platz im Play-In sicherten, eher enttäuschend. Im ersten Spiel des Play-Ins unterlagen die Heat vorerst den Hawks 105:116, jedoch gewannen sie das darauffolgende Spiel um den achten Platz gegen die Bulls 102:91.
Damit belegten sie letztendlich den achten Platz im Osten und trafen somit in der ersten Runde auf die stark favorisierten Milwaukee Bucks. Obwohl die Bucks die Favoriten für die Meisterschaft waren, und viele Fans sowie Experten einen schnellen Sieg der Bucks erwarteten, spielten die Heat dominant und gewannen die Serie daraufhin 4:1. Damit wurden sie zum sechsten achtplatzierten jemals, welcher eine Playoff-Runde gewann. In der zweiten Runde trafen die Heat auf die New York Knicks, welche in der ersten Runde gegen die Cleveland Cavaliers spielten und dort zum ersten Mal seit 2013 eine Playoff-Serie gewannen. Die Experten sagten zwar erneut, dass die Heat ihren Gegnern unterliegen würden, jedoch gewannen die Heat ebenfalls diese Serie souverän 4:2 und schafften es somit zum dritten Mal in vier Jahren in die Conference Finals. Trotz eines Auswärtssieges in Denver im zweiten Spiel unterlag die Heat in den NBA-Finals mit 1:4 Spielen.

## Aktueller Kader
| Nr. | Nat.               | Name              | Position       | Geburt     | Größe  | Info | College        |
| --- | ------------------ | ----------------- | -------------- | ---------- | ------ | ---- | -------------- |
| 2   | Vereinigte Staaten | Terry Rozier      | Guard          | 17.03.1994 | 185 cm |      | Louisville     |
| 4   | Vereinigte Staaten | Isaiah Stevens    | Guard          | 01.11.2000 | 183 cm | R/G  | Colorado State |
| 5   | Serbien            | Nikola Jović      | Forward        | 09.06.2003 | 208 cm |      | Serbien        |
| 7   | Vereinigte Staaten | Kel'el Ware       | Center         | 20.04.2004 | 213 cm | R    | Indiana        |
| 8   | Vereinigte Staaten | Josh Christopher  | Guard          | 08.12.2001 | 193 cm | G    | Arizona State  |
| 9   | Schweden           | Pelle Larsson     | Guard/Forward  | 23.02.2001 | 196 cm | R    | Arizona        |
| 11  | Vereinigte Staaten | Jaime Jaquez Jr.  | Guard/Forward  | 18.02.2001 | 201 cm |      | UCLA           |
| 12  | Vereinigte Staaten | Dru Smith         | Guard          | 30.12.1997 | 191 cm | G    | Missouri       |
| 13  | Vereinigte Staaten | Bam Adebayo       | Center/Forward | 18.07.1997 | 208 cm |      | Kentucky       |
| 14  | Vereinigte Staaten | Tyler Herro       | Guard          | 20.01.2000 | 196 cm |      | Kentucky       |
| 16  | Vereinigte Staaten | Keshad Johnson    | Forward        | 23.06.2001 | 201 cm | R    | Arizona        |
| 18  | Vereinigte Staaten | Alec Burks        | Guard          | 20.07.1991 | 196 cm |      | Colorado       |
| 20  | Vereinigte Staaten | Kyle Anderson     | Forward        | 20.09.1993 | 206 cm |      | UCLA           |
| 22  | Kanada             | Andrew Wiggins    | Forward        | 23.02.1995 | 201 cm |      | Kansas         |
| 24  | Vereinigte Staaten | Haywood Highsmith | Forward        | 09.12.1996 | 201 cm |      | Wheeling       |
| 42  | Vereinigte Staaten | Kevin Love        | Forward        | 07.09.1988 | 203 cm |      | UCLA           |
| 45  | Vereinigte Staaten | Davion Mitchell   | Guard          | 05.09.1998 | 183 cm |      | Baylor         |
| 55  | Vereinigte Staaten | Duncan Robinson   | Guard          | 22.04.1994 | 203 cm |      | Michigan       |

| Nat.                    | Name                | Position                              |
| ----------------------- | ------------------- | ------------------------------------- |
| Vereinigte Staaten      | Erik Spoelstra      | Head Coach                            |
| Vereinigte Staaten      | Chris Quinn         | Assistenzcoach                        |
| Vereinigte Staaten      | Malik Allen         | Assistenzcoach                        |
| Vereinigte Staaten      | Caron Butler        | Assistenzcoach                        |
| Kuba Vereinigte Staaten | Octavio De La Grana | Assistenzcoach zur Spielerentwicklung |
| Vereinigte Staaten      | Eric Glass          | Assistenzcoach zur Spielerentwicklung |
| Vereinigte Staaten      | Wes Brown           | Medizinischer Trainer                 |

| Abk. | Bedeutung                       |
| ---- | ------------------------------- |
| Nr.  | Trikotnummer                    |
| Nat. | Nationalität                    |
| C    | Mannschaftskapitän              |
| R    | Rookie                          |
| G    | Two-way contract                |
| S    | Suspension                      |
|      | Verletzungsbedingte Inaktivität |

## Ehrungen und nennenswerte Leistungen
| Nr. | Nat.               | Name             | Position       | Zeit                 |
| --- | ------------------ | ---------------- | -------------- | -------------------- |
| 1   | Vereinigte Staaten | Chris Bosh       | Forward/Center | 2010–2017            |
| 3   | Vereinigte Staaten | Dwyane Wade      | Guard          | 2003–2016, 2018–2019 |
| 10  | Vereinigte Staaten | Tim Hardaway     | Guard          | 1996–2001            |
| 23  | Vereinigte Staaten | Michael Jordan*  | Guard          |                      |
| 32  | Vereinigte Staaten | Shaquille O’Neal | Center         | 2004–2008            |
| 33  | Vereinigte Staaten | Alonzo Mourning  | Center         | 1995–2002, 2005–2008 |

*Jordan spielte nie für die Heat, sein Trikot wurde jedoch aufgrund „besonderer Beiträge zum Basketballsport“ von der Franchise zurückgezogen und wird seitdem nicht mehr vergeben.
| Nat.               | Name             | Position       | Jahr                 |
| ------------------ | ---------------- | -------------- | -------------------- |
| Vereinigte Staaten | Bam Adebayo      | Center         | 2020, 2023, 2024     |
| Vereinigte Staaten | Chris Bosh       | Forward/Center | 2011–2016            |
| Vereinigte Staaten | Jimmy Butler     | Forward        | 2020, 2022           |
| Slowenien          | Goran Dragić     | Guard          | 2018                 |
| Vereinigte Staaten | Tim Hardaway     | Guard          | 1997–1998            |
| Vereinigte Staaten | LeBron James     | Forward        | 2011–2014            |
| Vereinigte Staaten | Anthony Mason    | Forward        | 2001                 |
| Vereinigte Staaten | Alonzo Mourning  | Center         | 1996–1997, 2000–2002 |
| Vereinigte Staaten | Shaquille O’Neal | Center         | 2005–2007            |
| Vereinigte Staaten | Erik Spoelstra   | Coach          | 2013, 2022           |
| Vereinigte Staaten | Stan Van Gundy   | Coach          | 2005                 |
| Vereinigte Staaten | Dwyane Wade      | Guard          | 2005–2016, 2019      |

| Name            | Auszeichnung                             | Jahr       |
| --------------- | ---------------------------------------- | ---------- |
| LeBron James    | NBA Most Valuable Player                 | 2012, 2013 |
| LeBron James    | NBA Finals MVP                           | 2012, 2013 |
| Dwyane Wade     | NBA Finals MVP                           | 2006       |
| Dwyane Wade     | NBA All-Star Game MVP                    | 2010       |
| Dwyane Wade     | NBA Scoring Champion                     | 2009       |
| Alonzo Mourning | NBA Defensive Player of the Year         | 1999, 2000 |
| Isaac Austin    | NBA Most Improved Player                 | 1997       |
| Rony Seikaly    | NBA Most Improved Player                 | 1990       |
| Pat Riley       | NBA Coach of the Year                    | 1997       |
| Pat Riley       | NBA Executive of the Year                | 2011       |
| Alonzo Mourning | J. Walter Kennedy Citizenship Award      | 2002       |
| P. J. Brown     | J. Walter Kennedy Citizenship Award      | 1997       |
| Shane Battier   | Twyman-Stokes Teammate of the Year Award | 2014       |

## Statistiken
| Jahr    | Siege:Niederlagen | Siege [%] | Play-offs                                                          |
| ------- | ----------------- | --------- | ------------------------------------------------------------------ |
| 1988/89 | 15:67             | 18,3      | Nicht für die Play-offs qualifiziert                               |
| 1989/90 | 18:64             | 22,0      | Nicht für die Play-offs qualifiziert                               |
| 1990/91 | 24:58             | 29,3      | Nicht für die Play-offs qualifiziert                               |
| 1991/92 | 38:44             | 46,3      | 0:3 in der ersten Runde gegen die Chicago Bulls                    |
| 1992/93 | 36:46             | 43,9      | Nicht für die Play-offs qualifiziert                               |
| 1993/94 | 42:40             | 51,2      | 2:3 in der ersten Runde gegen die Atlanta Hawks                    |
| 1994/95 | 32:50             | 39,0      | Nicht für die Play-offs qualifiziert                               |
| 1995/96 | 42:40             | 51,2      | 0:3 in der ersten Runde gegen die Chicago Bulls                    |
| 1996/97 | 61:21             | 74,4      | 1:4 in den Eastern Conference-Finals gegen die Chicago Bulls       |
| 1997/98 | 55:27             | 67,1      | 2:3 in der ersten Runde gegen die New York Knicks                  |
| 1998/99 | 33:17             | 66,0      | 2:3 in der ersten Runde gegen die New York Knicks                  |
| 1999/00 | 52:30             | 63,4      | 3:4 in den Eastern Conference-Halbfinals gegen die New York Knicks |
| 2000/01 | 50:32             | 61,0      | 0:3 in der ersten Runde gegen die Charlotte Hornets                |
| 2001/02 | 36:46             | 43,9      | Nicht für die Play-offs qualifiziert                               |
| 2002/03 | 25:57             | 30,5      | Nicht für die Play-offs qualifiziert                               |
| 2003/04 | 42:40             | 51,2      | 2:4 in den Eastern Conference-Halbfinals gegen die Indiana Pacers  |
| 2004/05 | 59:23             | 72,0      | 3:4 in den Eastern Conference-Finals gegen die Detroit Pistons     |
| 2005/06 | 52:30             | 63,4      | NBA-Meister mit 4:2 gegen die Dallas Mavericks                     |
| 2006/07 | 44:38             | 53,7      | 0:4 in der ersten Runde gegen die Chicago Bulls                    |
| 2007/08 | 15:67             | 18,3      | Nicht für die Play-offs qualifiziert                               |
| 2008/09 | 43:39             | 52,4      | 3:4 in der ersten Runde gegen die Atlanta Hawks                    |
| 2009/10 | 47:35             | 57,3      | 1:4 in der ersten Runde gegen die Boston Celtics                   |
| 2010/11 | 58:24             | 70,7      | 2:4 in den NBA-Finals gegen die Dallas Mavericks                   |
| 2011/12 | 46:20             | 69,7      | NBA-Meister mit 4:1 gegen den Oklahoma City Thunder                |
| 2012/13 | 66:16             | 80,5      | NBA-Meister mit 4:3 gegen die San Antonio Spurs                    |
| 2013/14 | 54:28             | 65,9      | 1:4 in den NBA-Finals gegen die San Antonio Spurs                  |
| 2014/15 | 37:45             | 45,1      | Nicht für die Play-offs qualifiziert                               |
| 2015/16 | 48:34             | 58,5      | 3:4 in den Eastern Conference-Halbfinals gegen die Toronto Raptors |
| 2016/17 | 41:41             | 50,0      | Nicht für die Play-offs qualifiziert                               |
| 2017/18 | 44:38             | 53,7      | 1:4 in der ersten Runde gegen die Philadelphia 76ers               |
| 2018/19 | 39:43             | 47,6      | Nicht für die Play-offs qualifiziert                               |
| 2019/20 | 44:29             | 60,3      | 2:4 in den NBA-Finals gegen die Los Angeles Lakers                 |
| 2020/21 | 40:32             | 55,6      | 0:4 in der ersten Runde gegen die Milwaukee Bucks                  |
| 2021/22 | 53:29             | 64,6      | 3:4 in den Eastern Conference-Finals gegen die Boston Celtics      |
| 2022/23 | 44:38             | 53,7      | 1:4 in den NBA-Finals gegen die Denver Nuggets                     |
| 2023/24 | 46:36             | 56,1      | 1:4 in der ersten Runde gegen die Boston Celtics                   |
| 2024/25 | 37:45             | 45,1      | 0:4 in der ersten Runde gegen die Cleveland Cavaliers              |
| Gesamt  | 1521:1364         | 52,5 %    | 163:136 in den Playoffs (54,5 %) – 3 NBA-Meisterschaften           |